# Bódvarákó
Bódvarákó ist eine ungarische Gemeinde im Kreis Edelény im Komitat Borsod-Abaúj-Zemplén.

## Geografische Lage
Bódvarákó liegt in Nordungarn, 45 Kilometer nördlich des Komitatssitzes Miskolc, 24 Kilometer nördlich der Kreisstadt Edelény, an einem Nebenarm des Flusses Bódva und am Rand des Nationalparks Aggtelek. Nachbargemeinden sind Bódvaszilas, Tornaszentandrás, Szögliget und Perkupa. Die höchste Erhebung ist der 317 Meter hohe Esztramos-hegy.

## Söhne und Töchter der Gemeinde
- Margit Lánczy (1897–1965), Schauspielerin

## Sehenswürdigkeiten

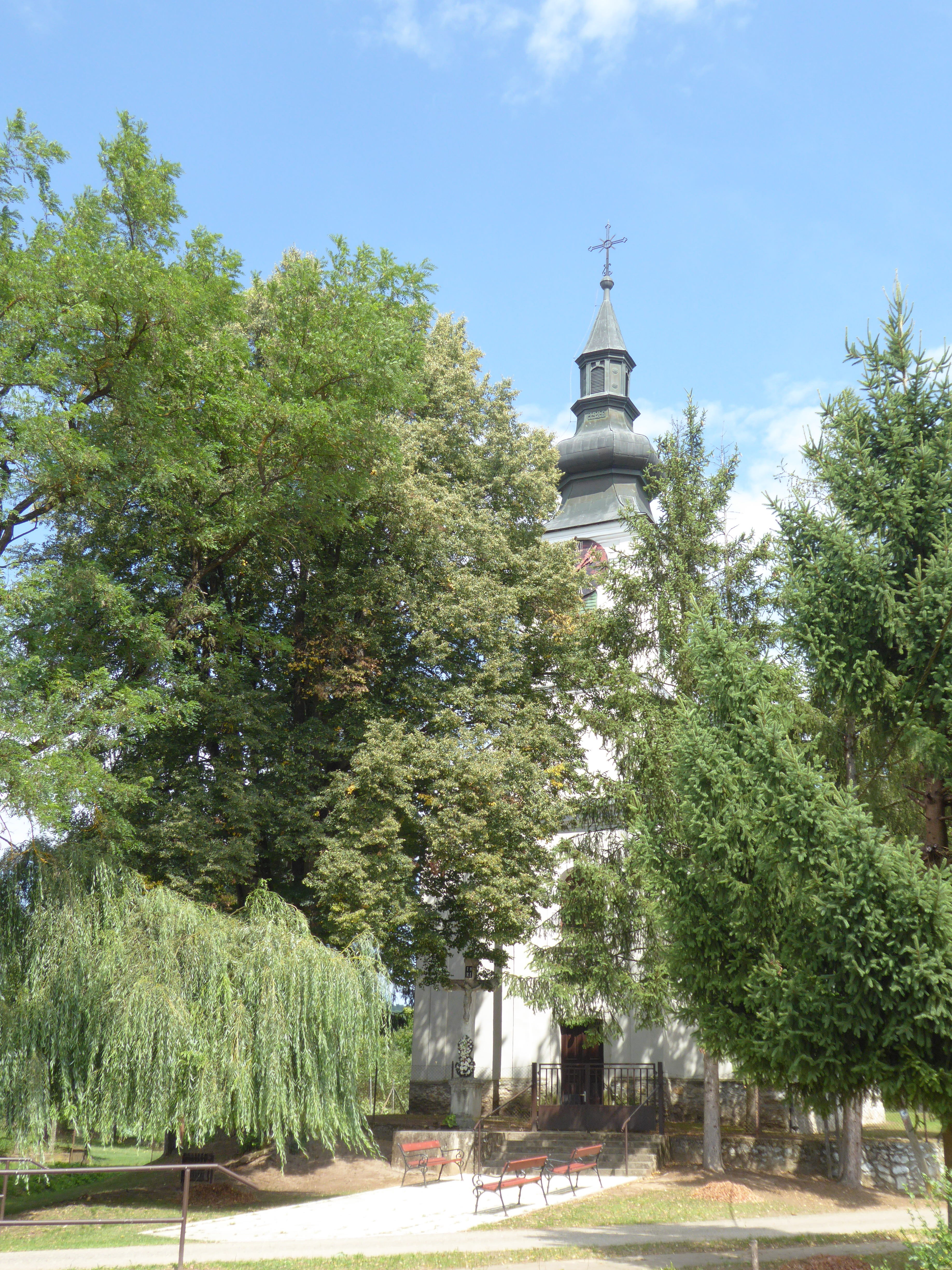
Griechisch-katholische Kirche Szent Istvánfőszerpap
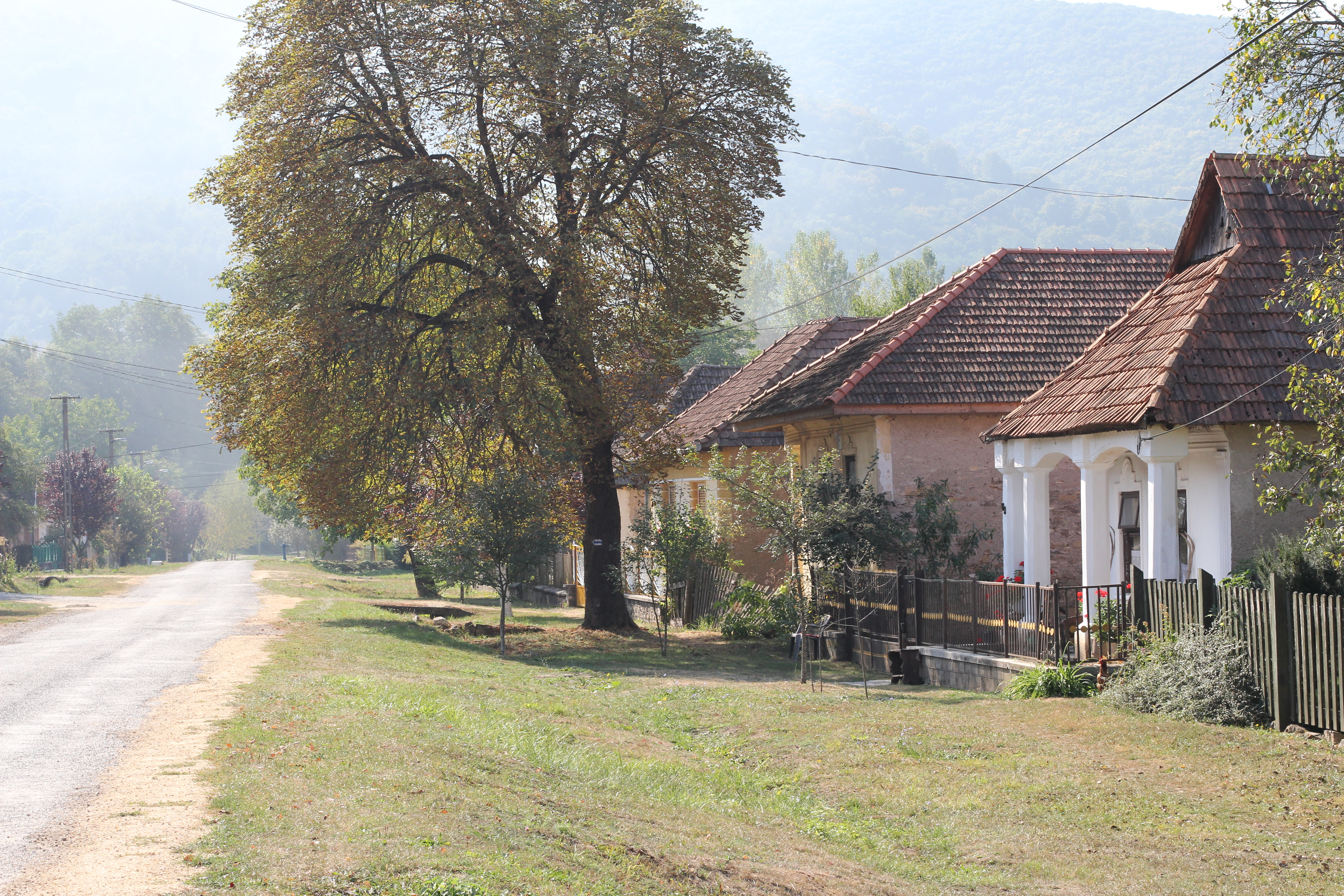
Straßenbild in Bódvarákó
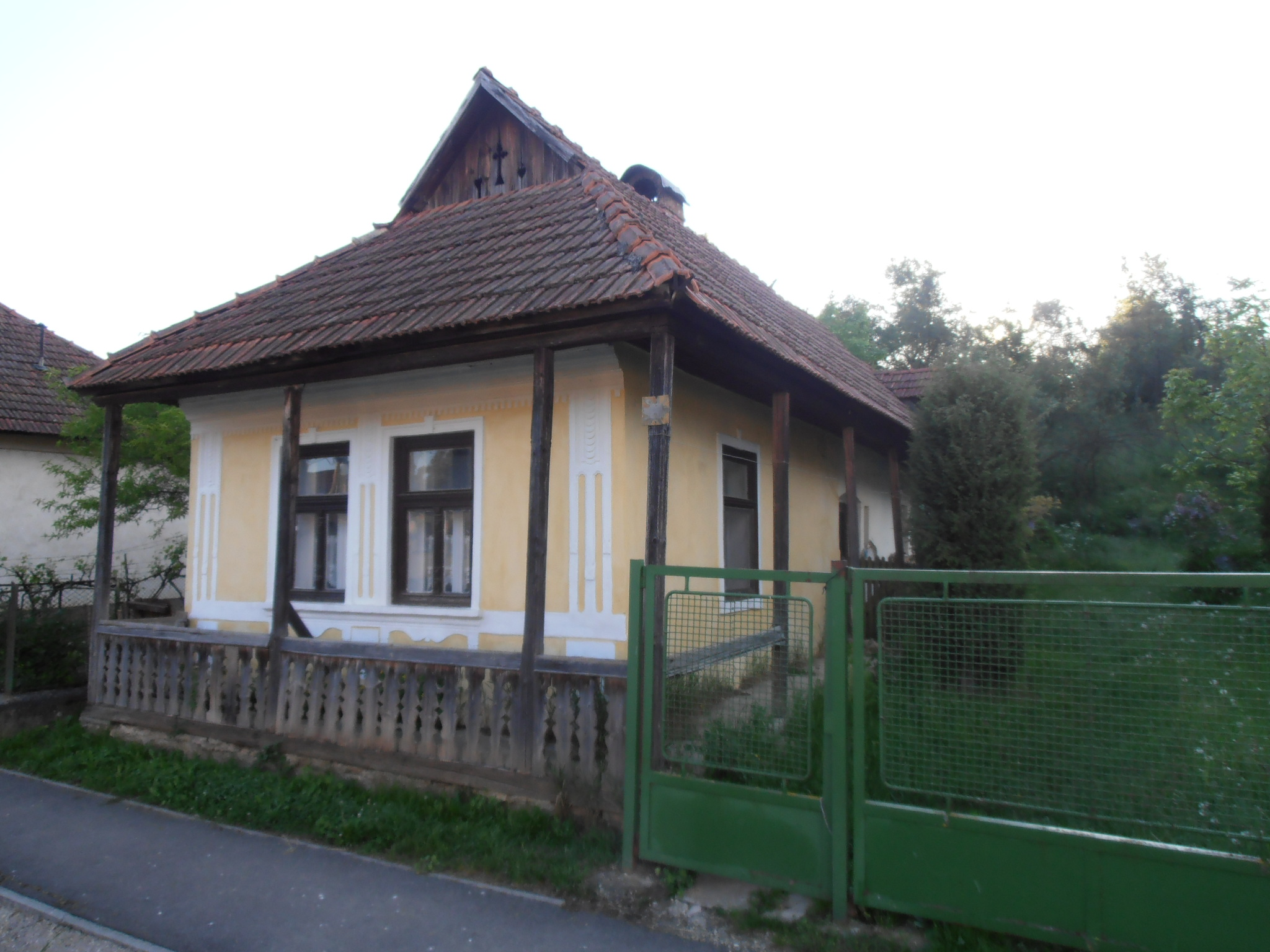
Bauernhaus

- Höhlen in der Umgebung
- Römisch-katholische Kirche Avilai Szent Teréz
- Traditionelle Bauernhäuser
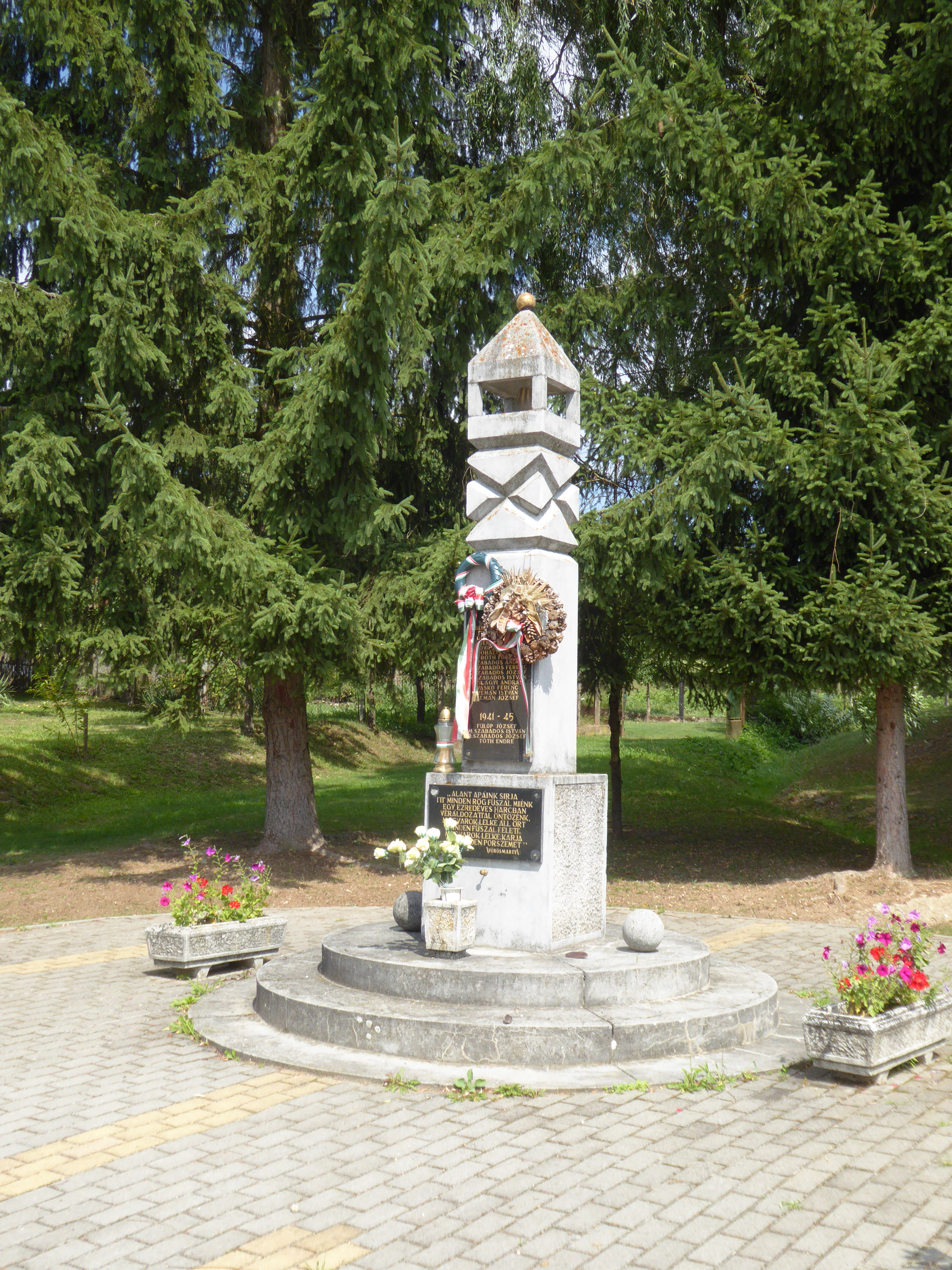
Weltkriegsdenkmal

- Römisch-katholische Kirche Avilai Szent Teréz
- Straßenbild in Bódvarákó
- Bauernhaus
- Weltkriegsdenkmal

## Verkehr
Bódvarákó ist nur über die Nebenstraße Nr. 26117 zu erreichen. Die Hauptstraße Nr. 27 verläuft westlich des Ortes. Es bestehen Busverbindungen nach Bódvaszilas, wo sich der nächstgelegene Bahnhof befindet.